# 2002 în informatică
- 2001 în informatică — 2002 în informatică — 2003 în informatică

2002 în informatică a însemnat o serie de evenimente noi notabile:

## Evenimente
- Compaq fuzionează cu compania Hewlett-Packard

## Premiul Turing
- Ronald Rivest, Adi Shamir și Leonard Adleman